# منزل بوزلفة
منزل بوزلفة إحدى مدن الجمهورية التونسية، تقع في ولاية نابل. وتبعد عن العاصمة بحوالي 40 كلم، وقد اشتهرت بكونها عاصمة البرتقال، حيث أنها تنتج وحدها أكثر من ثلث إنتاج القوارص بولاية نابل وربع الإنتاج الوطني، وتبلغ المساحة المخصصة للقوارص 3513 هكتارا، بها 985 ألف شجرة تعود ملكيتها غلى 1833 فلاحا.

## بلدية منزل بوزلفة
أحدثت بلدية منزل بوزلفة طبقا للأمر العلي المؤرخ في 5 فيفري 1921. وتبلغ مساحة الدائرة البلدية حاليا 201.5 هكتارا. أما عدد سكانها فيبلغ 15670 نسمة (إحصاء 2004)، وعدد الأسر: 3952، وعدد المساكن: 4486. وقد تحصلت البلدية عام 2005 على جائزة أنظف بلدية.

## مؤسسات المدينة
تنتظم بمدينة منزل بوزلفة عدة تظاهرات ثقافية من أهمها مهرجان عيد البرتقال والمهرجان الصيفي والأيام المسرحية وأيام مسرح الطفل. هذا وتوجد بها 5 مدارس ابتدائية ومدرسة إعدادية ومعهد ثانوي ومعهد حر . ومن المؤسسات الأخرى الثقافية والشبابية: مكتبة عمومية ودار شباب وناد للأطفال وتسع رياض أطفال من بينها واحدة تابعة للبلدية.

## تاريخ المدينة
نشأت نواتها في العهد الأغلبي في القرن الثالث للهجرة على أنقاض حي روماني قديم.

## أعلام
- رشاد الإمام

### مواضيع ذات علاقة
- ولاية نابل.